# 孝定太后

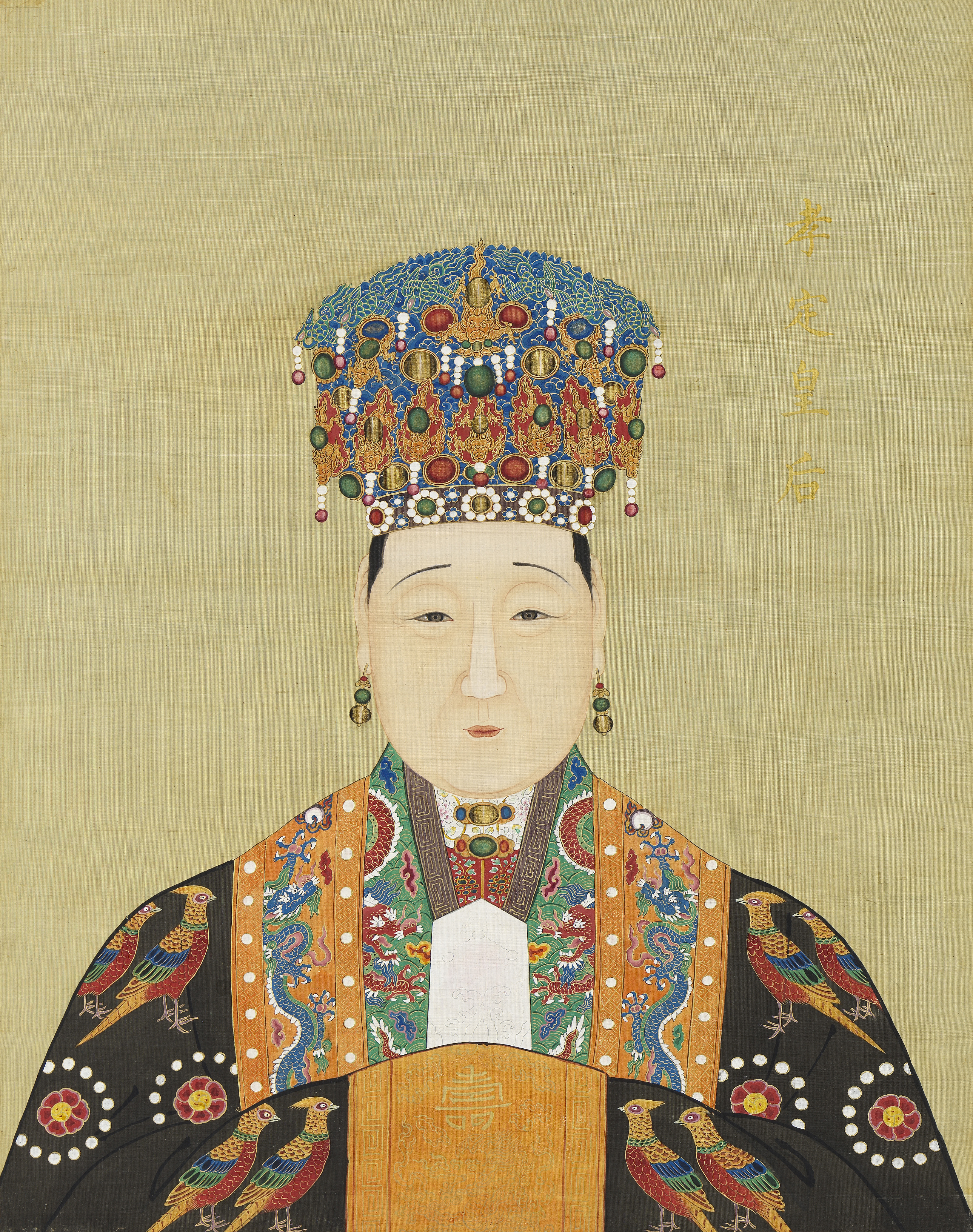
孝定太后李氏

孝定太后（こうていたいごう、1546年12月11日（嘉靖21年11月19日） - 1614年3月18日（万暦42年2月9日））は、明の隆慶帝の妃嬪で万暦帝の母。姓は李氏。

## 経歴
順天府漷県の建築労働者であった李偉と王氏の長女として生まれる。嘉靖年間、裕王朱載坖（後の隆慶帝）の邸に入り、婢（側女）となった。嘉靖42年8月17日（1563年9月4日）、朱翊鈞（後の万暦帝）を産んだ。他の妻妾が産んだ長男の朱翊釴と次男の朱翊鈴はすでに早世していたため、裕王を喜ばせ、李氏は寵愛を受けた。
隆慶元年（1567年）3月、皇貴妃に封じられた。万暦帝が即位すると、慈聖皇太后と尊称された。父の李偉は武清侯に封じられた。
財貨を喜び、仏教を尊崇した。万暦42年（1614年）2月、崩じた。

## 逸話
- 晩年、李太后は目が見えなくなり、女医の王氏が彭氏と共に仕えた。彭氏は妊娠したが、それを隠し、夜半秘かに夫人の彭金花[1]の居所で男子を1人産んだ。彭氏はこの息子をすぐさま糞桶で溺死させた。これを知った万暦帝は激怒したが、李太后は彭氏を憐れみ、杖罪に処して追い出し、嬰子の遺体を宮門に捨てた。翌年、李太后は崩じた。

## 子女
- 朱翊鈞（万暦帝）
- 朱堯娥（寿陽公主）
- 朱堯媖（永寧公主）
- 朱翊鏐（潞簡王）
- 朱堯媛（瑞安公主）

## 伝記資料
- 『明穆宗実録』
- 『明神宗実録』

## 登場作品
- 『大明王朝 〜嘉靖帝と海瑞〜』（中国、2006年）演：閻妮（中国語版）
- 「万暦首輔張居正」（中国、2010年、日本未公開）演：梅婷